# Nanbu Toshinao
Nanbu Toshinao (南部利直?; 13 aprile 1576 – 1º ottobre 1632) è stato un daimyō giapponese del periodo Sengoku, XXVII capo del clan Nanbu.
Figlio di Nanbu Nobunao, fu il primo daimyō del dominio di Morioka. Il clan Nanbu giurò fedeltà a Toyotomi Hideyoshi nel 1590 e fu confermato nei loro possedimenti. Durante lo stesso anno Maeda Toshiie, uno dei più fidati generali di Hideyoshi, fu mandato a presiedere la cerimonia genpuku (cerimonia per il raggiungimento della maggiore età) di Toshinao, al quale fu concesso di utilizzare i kanji “toshi” nel suo nome. Nel 1594 sposò la figlia di Gamō Ujisato.
Supportò Tokugawa Ieyasu durante la campagna di Sekigahara, portando aiuto a Mogami Yoshiaki e Date Masamune che si stavano scontrando contro le forze di Uesugi Kagekatsu nell'assedio di Hasedō. Tuttavia, durante la battaglia di Sekigahara, Date Masamune e Waga Tadachika organizzarono una rivolta su vasta scala nei territori a sud delle terre Nanbu, nei distretti di Waga e Hienuki. La rivolta fu soppressa con difficoltà nel 1601.
Dopo la vittoria definitiva dei Tokugawa fu confermato come daimyō delle sue terre che valevano 100.000 koku.
Toshinao partecipò anche alla campagna invernale di Osaka. I Tokugawa riponevano molta fiducia in Toshinao e gli affidarono l'istruzione di Tokugawa Yorinobu, decimo figlio di Ieyasu.
Toshinao ebbe due figli, Nanbu Shigenao e Nanbu Shigenobu.